# Marino Perani
Marino Perani, né le 27 octobre 1939 à Ponte Nossa en Lombardie et mort le 18 octobre 2017 à Bologne en Émilie-Romagne, est un joueur de football international italien, qui évoluait au poste d'attaquant, avant de devenir ensuite entraîneur.

## Biographie

### Carrière de joueur

#### Carrière en club
Avec le club de Bologne, il remporte un championnat d'Italie, deux Coupes d'Italie, et enfin une Coupe Mitropa.
Il dispute un total de 380 matchs en première division italienne, inscrivant 79 buts. Il réalise sa meilleure performance lors de la saison 1961-1962, où il marque 12 buts.
En Coupe d'Europe des clubs champions, son total est de 3 matchs disputés, pour aucun but marqué.

#### Carrière en sélection
Avec l'équipe d'Italie, il joue 4 matchs en 1966, inscrivant un but. 
Il joue son premier match en équipe nationale le 14 juin 1966 contre la Bulgarie, match au cours duquel il inscrit un but. C'est son seul but en équipe nationale.
Il figure dans le groupe des sélectionnés lors de la Coupe du monde de 1966. Lors du mondial organisé en Angleterre, il joue deux matchs, contre le Chili et la Corée du Nord.

## Palmarès

### Palmarès de joueur
Bologne
| - Championnat d'Italie (1) : - Champion : 1963-64. - Vice-champion : 1965-66. - Coupe d'Italie (2) : - Vainqueur : 1969-70 et 1973-74. |  | - Coupe Mitropa (1) : - Vainqueur : 1961. - Finaliste : 1962. - Coupe des Alpes : - Finaliste : 1969. |

### Palmarès d'entraîneur
Parme
- Championnat d'Italie D3 (1) :
  - Champion : 1983-84.